# XQD 카드
XQD 카드(XQD card)는 메모리 카드의 한 종류로 콤팩트플래시를 대체하기 위해 2010년에 발표되었다. 2012년 6월에 발표된 XQD 버전 2.0은 최대 8 Gbit/초(1000 MB/초)의 전송 속도를 지원하는 PCI 익스프레스 3.0을 지원한다.

## 이후
2016년 9월 7일 CFA는 XQD의 다음 종류인 CF익스프레스를 발표하였다. 이 새로운 표준은 동일한 폼 팩터와 인터페이스를 사용하지만 더 빠른 속도, 더 낮은 레이턴시, 더 낮은 전력 소비를 위해 NVMe 프로토콜을 사용한다.